# Filip Filipović
Filip Filipović (srbsko Филип Филиповић), srbski politik in sekretar Komunistične partije Jugoslavije, * 1878, Čačak, Kneževina Srbija, † 1938, Moskva, Sovjetska zveza.
Filip Filipović, profesor matematike, je bil udeleženec prve ruske revolucije. Poleg dr. Sime Markovića je bil eden od ustanoviteljev Komunistične partije Jugoslavije. Bil je član izvršnega komiteja Kominterne. Februarja 1938 je bil po nalogu Stalina obsojen na smrt z ustrelitvijo.
1. ↑  WorldCat Entities — OCLC, Inc., 2022.
2. ↑  Nacionalna zbirka normativnih podatkov Češke republike